# Kalagau
Kalagau (nep. कालागाउँ) – gaun wikas samiti w zachodniej części Nepalu w strefie Seti w dystrykcie Achham. Według nepalskiego spisu powszechnego z 2011 roku liczył on 589 gospodarstw domowych i 2708 mieszkańców (1546 kobiet i 1162 mężczyzn).